# 鐵丘陵
在托爾金（J. R. R. Tolkien）小說的中土大陸裡，鐵丘陵（Iron Hills）是位於羅馬尼安（Rhovanion）及盧恩（Rhun）之間的山脈，於孤山（Lonely Mountain）的東面，這裡是矮人採礦之地。在《哈比人歷險記》裡，鐵丘陵的矮人戰士丹恩二世·鐵足（Dain II Ironfoot）領軍協助索林·橡木盾（Thorin Oakenshield），捲進五軍之戰（Battle of Five Armies）。
鐵丘陵是英格林山脈（Ered Engrin）的餘脈，英格林山脈是魔苟斯（Morgoth）的居地。

## 建立
鐵丘陵是七個矮人王國的其中一個，由丹恩一世（Dain I）之子葛爾（Gror）建立，這是矮人遭龍襲擊往西逃亡後的事情。丹恩一世死於龍的襲擊。第三紀元約2500年，鐵丘陵始成為聚居地。

## 鐵丘陵的種族
一部分長鬚族（Longbeards）矮人於第一紀元時定居在鐵丘陵，他們與孤山的矮人保持著良好的關係，因葛爾的血統與孤山矮人相類似。

### 來自鐵丘陵的著名矮人
- 葛爾（Grór）

丹恩一世之子，鐵丘陵的創始人及首位鐵丘陵統治者。
- 耐恩（不是一世）（Náin）

葛爾之子，在南都西理安之戰（Battle of Nanduhirion）中被半獸人首領阿索格（Azog）殺死。
- 丹恩二世（Dáin II）

耐恩一世之子，父親死後成為鐵丘陵統治者。他被認為是偉大的矮人，年輕時殺死摩瑞亞半獸人首領阿索格，為父親報仇。惡龍史矛革（Smaug）死後成為孤山國王，在魔戒聖戰（War of the Ring）期間戰死。
- 索林三世（Thorin III Stonehelm）

丹恩二世之子，父親死後同時成為孤山及鐵丘陵的首領，主要功績是重建孤山和河谷鎮（Dale）。在他統治時間，矮人於聖盔谷（Helm's Deep）閃耀洞穴建立了新的聚居地。

## 景色
鐵丘陵礦產豐富，尤其是鐵，故山脈命名為鐵丘陵。鐵丘陵原本是英格林山脈的一部分。其餘殘存的有安格馬山脈（Mountains of Angmar）及伊瑞德米斯林（Ered Mithrin）。鐵丘陵亦是紅水河（Redwater）的發源地，這名字的由來是由於鐵礦混雜在河中。該河與疾奔河（River Running）合流。

## 改編描述
在彼得·傑克森執導的《哈比人：五軍之戰》電影中，由丹恩二世領導的鐵丘陵矮人軍隊亦有出場參與戰爭。電影美術設計團隊專為鐵丘陵軍隊設計了一套不同於孤山軍隊的盔甲，並將野豬設定為鐵丘陵矮人的象徵。